# Charles Gillès de Pélichy
Pour les articles homonymes, voir Gillès et Pélichy.
Le baron Charles-Marie-Joseph-Ghislan Gillès de Pélichy, né le 22 juillet 1872 à Bruges et mort le 7 mars 1958 à Bruges, est un homme politique belge, député puis sénateur.

## Biographie
Issu de la famille Gillès de Pélichy et de Gillès, Charles Gillès de Pélichy est le fils du baron Alexandre Gillès de Pélichy et de la baronne Savina Van Caloen. Il est aussi le petit-fils de Louis Gillès de Pélichy, sénateur, le petit-neveu de Philippe Gillès et le père de Guido Gillès de Pélichy.
Il inscrivit la devise « digitus meus trahere » sur les armes de la famille.
En 1897, il devient docteur en Droit de la Faculté catholique de Louvain, puis il est docteur en Sciences morales et historiques, docteur en Sciences politiques et sociales.
Devenu avocat au barreau de Bruges, il fut aussi membre du Conseil supérieur des Classes moyennes et vice-président de la Commission provinciale des Monuments et des Sites, membre puis prévôt de la Noble confrérie du Saint Sang de Bruges. En 1950, il était vice président de la Société d'Histoire de Bruges.
En 1920, il acheta, près de Bruges, le château de Mâle, qui avait été la propriété de ses ancêtres maternels. Il le restaura et y habita jusqu'en 1940. En 1946, il en fit donation au plus jeune de ses fils.

### Mariage et descendance
Charles Gillès de Pélichy épouse à Bruges le 8 juin 1901 Maria Van der Renne de Daelenbroeck (Bruges, 31 août 1873 - Bruges, 10 août 1964), fille du chevalier Amédée Van der Renne de Daelenbroeck et de la baronne Alice Le Bailly de Tilleghem. Dont onze enfants :
- Baron Léon Gillès de Pélichy (Montpellier, 23 février 1903 - Grasse, 14 janvier 1959), marié en 1925 avec Geneviève de Brouchoven de Bergeyck (1904-1947), puis en 1948 avec Madeleine Vanzandycke (1908-1959), dont postérité ;
- Marie-Louise Gillès de Pélichy, religieuse (Bruges, 18 juillet 1904 - Bruges, 6 janvier 1931) ;
- Marie-Thérèse Gillès de Pélichy (Lophem, 18 août 1905 - Pau, 5 octobre 1939) ;
- Marie-Josèphe Gillès de Pélichy (Bruges, 18 mars 1907 - Aalter, 8 janvier 1999), mariée en 1929 avec le comte Antoine de Looz-Corswarem (1906-1993), dont postérité ;
- Baron Jacques Gillès de Pélichy (Bruges, 21 juin 1908 - Lyon, 1er mars 1940) ;
- Savina Gillès de Pélichy (Bruges, 22 février 1910 - Herve, 4 décembre 1992), mariée en 1933 avec le baron Adolphe de Royer de Dour de Fraula (1907-1997), dont postérité ;
- Elisabeth Gillès de Pélichy (Gits, 21 août 1911 - Huy, 1er juin 2001), mariée en 1935 avec Auguste Guy de Wautier (1912-1993) ;
- Baron Raymond Gillès de Pélichy (Gits, 14 septembre 1912 - Paris, 17 juillet 1989), marié en 1936 avec Elisabeth de Wautier (1916-2006), dont postérité ;
- Ghislaine Gillès de Pélichy (Bruges, 19 décembre 1913 - Woluwe Saint Pierre, 5 juin 2010), mariée en 1938 avec Jean Ruffo de Bonneval de La Fare (1912-1970), dont postérité ;
- Anne Gillès de Pélichy (Sainte-Adresse, 9 mai 1915 - Bruges, 7 novembre 2002), mariée en 1944 avec le chevalier Christian de La Kethulle de Ryhove (1917-2009), dont postérité ;
- Baron Guido, dit Guy Gillès de Pélichy, député à la Chambre des représentants (Sainte-Adresse, 15 juillet 1918 - Bruges, 13 juin 1999), marié en 1944 avec Anne Van der Plancke (1919-2014), dont postérité : leur fils Olivier Gillès de Pélichy fut ambassadeur de Belgique[3].

## Mandats
- Membre de la Chambre des représentants de Belgique : 1900-1919
- Sénateur : 1919-1930
- Sénateur : 1932-1945

## Publications
- Cordonnier d'Iseghem Tacheron dans le système des engagements volontaires permanents d'après les renseignements recueillis sur les lieux en 1895. Paris, 1896.
- Le regime du travail dans les principaux ports de mer de l'Europe. Enquete terminee en janvier 1898. Louvain, 1899.
- L'organisation du travail dans les ports flamands sous l'ancien regime et à l'époque moderne. Louvain, 1899.
- L'industrie de la cordonnerie en pays flamand. Bruxelles, 1900.
- Les industries a domicile. Belgique. Vol. II. Bruxelles, 1900.

## Distinctions
- Grand officier de l'Ordre de Léopold
- Officier de la Légion d'honneur
- Chevalier de l'ordre de Saint-Grégoire-le-Grand

### Sources
- Souvenir pieux de messire Charles-Marie-Joseph-Ghislain Gillès de Pélichy, époux de dame Maria van der Renne de Daelenbroeck, 1958. Archives du château de Laprée (Quiestède, France), 4.SP0098.
- Paul Van Molle, Het Belgisch Parlement 1894-1972, 1972